# Pic Blanc (Grandes Rousses)
Pic du Lac Blanc
Pour les articles homonymes, voir Pic Blanc.
Le pic Blanc ou pic du Lac Blanc est un sommet de France situé en Isère, dans le massif des Grandes Rousses. Il constitue le point culminant du domaine skiable d'Alpe d'Huez avec 3 323 mètres d'altitude.

## Géographie
Le pic Blanc se trouve dans le sud des Grandes Rousses, entre le pic de la Pyramide et au-delà le pic Bayle dont il est séparé par les cols du Milieu et de la Pyramide au nord-nord-est, le pic de l'Herpie dont il est séparé par le col de l'Herpie au sud-sud-ouest et les sommets Nord et Sud de Sarenne au sud-sud-est. Avec 3 323 mètres d'altitude,, le pic Blanc est le cinquième plus haut sommet du massif. Il domine à l'ouest les Petites Rousses dont le dôme des Petites Rousses ainsi que de nombreux lacs d'origine glaciaires — lac Blanc, lac Blanc Supérieur, lac du Milieu, lac de la Fare, etc. —, à l'est le glacier du Grand Sablat et au sud le glacier de Sarenne.
Accessible par des remontées mécaniques du téléphérique du Pic-Blanc et du télésiège du Glacier, il constitue le point culminant du domaine skiable d'Alpe d'Huez dont la station se trouve au sud-ouest. Les pistes de ski, toutes noires, qui partent du sommet se dirigent vers le sud en direction du vallon de la Sarenne et un tunnel sous la brèche de Sarenne permet de gagner le secteur du lac Blanc et des Petites Rousses,. Outre les gares d'arrivées des remontées mécaniques, son sommet comporte également des terrasses d'observation et des antennes de télécommunications.
D'un point de vue administratif, il se trouve en Isère, sur les territoires communaux du Freney-d'Oisans au-dessus de 2 900 mètres d'altitude et de Clavans-en-Haut-Oisans en deçà pour son flanc oriental et celui d'Oz pour son flanc occidental ; son flanc nord-est dans le secteur du glacier du Grand Sablat est inclus dans le champ de tir temporaire du Galibier-Grandes Rousses et la partie sur la commune de Clavans-en-Haut-Oisans fait partie de l'aire d'adhésion du parc national des Écrins dont la zone cœur se situe au sud de l'autre côté de l'Oisans.

## Activités
En période hivernale, le sommet est accessible par le téléphérique du Pic-Blanc et le télésiège du Glacier qui desservent les pistes de ski noires Glacier, Sarenne, Tunnel et La Brèche. En période estivale, le sommet peut être gagné en randonnée en empruntant les pistes de ski sur son adret depuis le vallon de la Sarenne mais également par les téléphériques des Grandes-Rousses et du Pic Blanc au départ d'Alpe d'Huez.
Le pic Blanc constitue le point de départ de la Mégavalanche qui descend sur son adret.

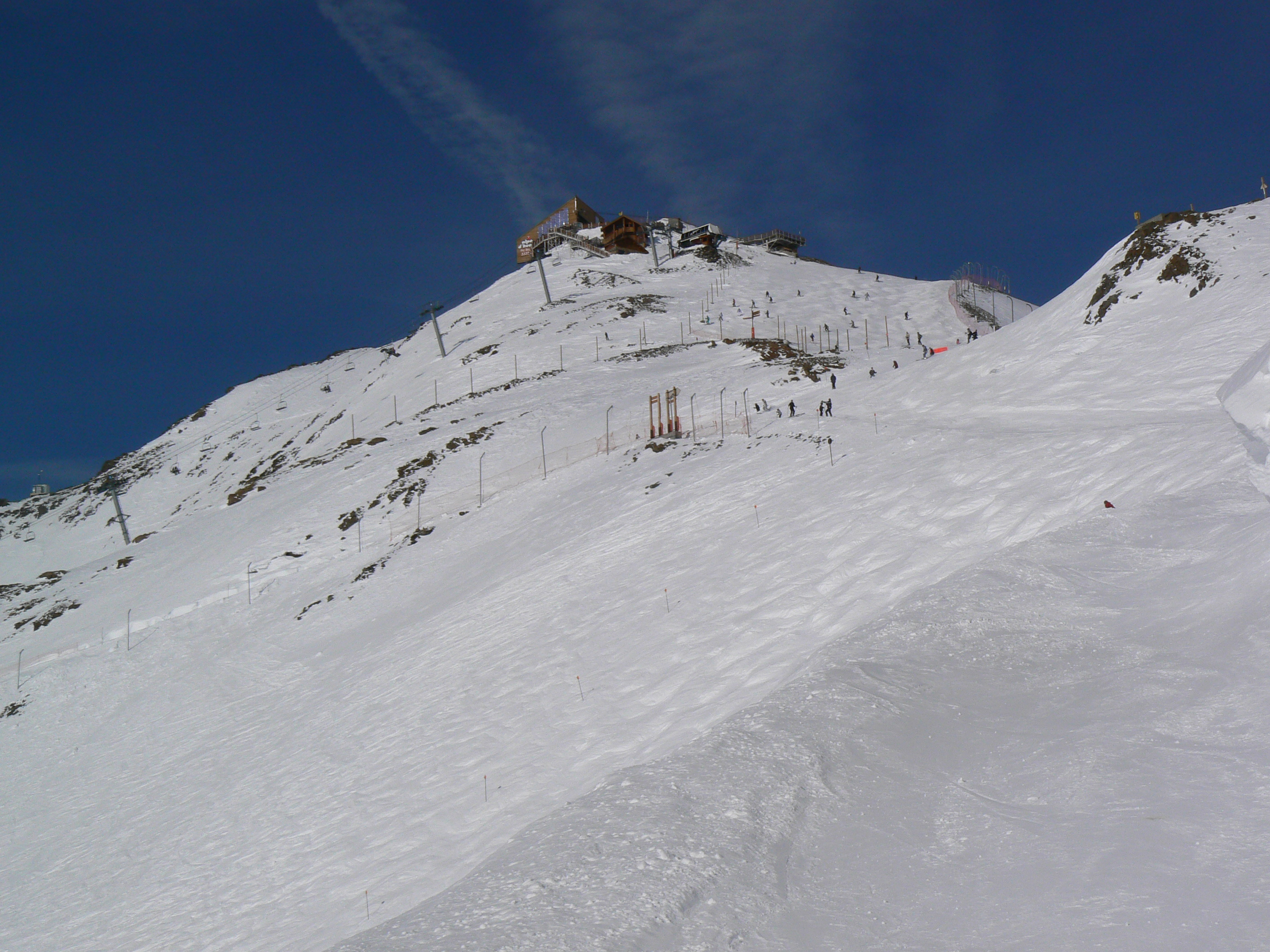
Vue du pic Blanc depuis la piste de ski « Cassini » sur son adret.

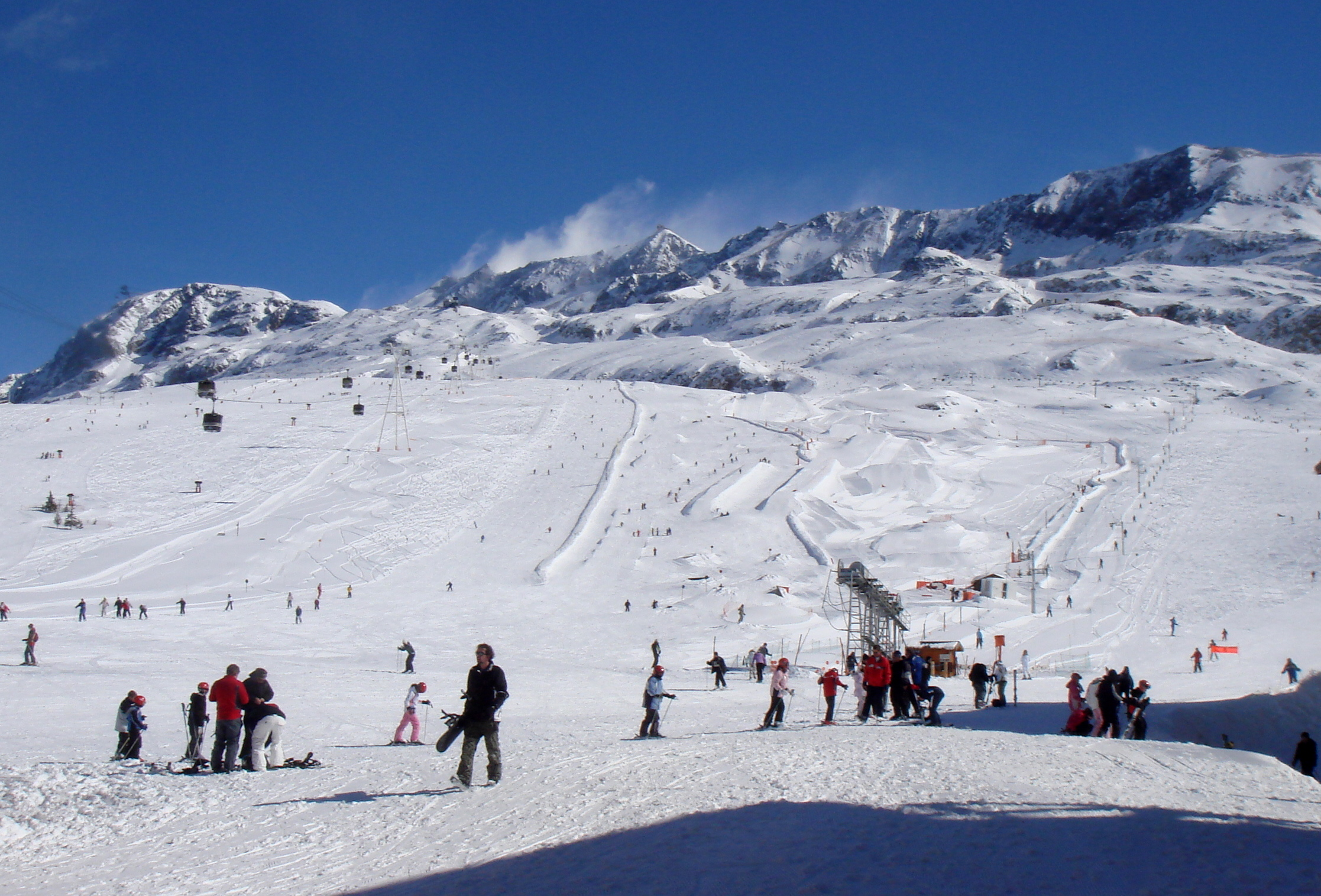
Le domaine skiable d'Alpe d'Huez dominé par le pic Blanc depuis le front de neige de la station.